# 競争政策
競争政策（きょうそうせいさく、英：competition policy）とは、競争的な市場環境を維持・促進することにより望ましい経済成果を実現するための政策である。自由主義経済・資本主義国家において実施されている経済政策の一つである。

## 概要
競争政策は、事業者間の公正かつ自由な競争を促進するための政策の総称をいう。広義の競争政策には、競争法の執行（私的独占、不当な取引制限（カルテルや入札談合等）及び不公正な取引方法に関する違反行為の摘発）のほかに、競争制限的な法令・政策・規制の改正・調整といった規制改革（強化・緩和）に関する政策や国有企業の民営化に関する政策も含まれる。競争政策は、規制改革と相互補完・補強の関係にあるとされている。
日本における競争政策のための法制は、私的独占の禁止及び公正取引の確保に関する法律（独占禁止法）である。「競争政策については、引き続き公正取引委員会が担うものとし、経済産業省の所管としないこと」（中央省庁等改革基本法21条10号）とされている。もっとも、民法、知的財産法、事業法など、多くの法分野が競争政策を担っており、他府省も競争政策に関与しているといえる。
競争政策に密接に関連する経済学の分野として、産業組織論がある。

## 目的・機能
競争政策の目的・機能として、効率性の向上（資源配分）、消費者厚生の増大、生産性向上・技術革新（イノベーション）促進などが挙げられる。すなわち、市場における公正で自由な競争に基づいてモノ及びサービスの取引を行うことによって、希少な資源を効率的に利用・配分できるようになり、消費者は安くてよい商品をより多く買うことができるようになる。この結果、技術革新（イノベーション）も発展し、経済の民主的で健全な発展も促進されるとされる。また、事業者による自主性・創意の発揮・競争力の強化、それらを通じた当該産業の活性化と国際競争力の強化に資すると考えられる。公正かつ自由な競争な競争を妨げる要因として、事業者によるカルテルなどの行為と政府による法的な規制などの行為が挙げられる。

## 外国での競争政策
アメリカでは、シャーマン法（1890年）、クレイトン法（1914年）及び連邦取引委員会法（1914年）からなる反トラスト法が主要な立法である。シカゴ学派や新産業組織論と呼ばれる経済学上の異なる学派の見方が、反トラスト法の運用基準に影響を与えてきている。また、アメリカでの政府施策における競争政策ないし反トラスト政策の重要性は企業の自由をどの程度制約すべきかについての政治的潮流に左右されるところが大きいといわれる。EUでは、EU加盟国及びEFTA加盟国に適用されるEU競争法が主要な立法である。EUでは、効率性といった経済的価値のみならず、競争政策によって非経済的価値の実現も図ろうとしているとされる。他の諸国でも、多くの国々で相次いで競争法が制定され、競争政策が実行されるようになってきている。